# Futbol'nyj Klub Ufa 2015-2016
Questa voce raccoglie le informazioni riguardanti il Futbol'nyj Klub Ufa nelle competizioni ufficiali della stagione 2015-2016.

## Stagione
La squadra confermò il dodicesimo posto della precedente stagione.

## Maglie
| Manica sinistra · Maglietta · Manica destra · Pantaloncini · Calzettoni | Manica sinistra · Maglietta · Manica destra · Pantaloncini · Calzettoni |

## Rosa
| N. |                                 | Ruolo | Calciatore           |
| -- | ------------------------------- | ----- | -------------------- |
| 3  | Russia (bandiera)               | D     | Pavel Alikin         |
| 4  | Russia (bandiera)               | D     | Aleksey Nikitin      |
| 6  | Germania (bandiera)             | A     | Marvin Pourié        |
| 7  | Russia (bandiera)               | D     | Evgeniy Osipov       |
| 8  | Russia (bandiera)               | C     | Semen Fomin          |
| 9  | Bosnia ed Erzegovina (bandiera) | A     | Haris Handzic        |
| 10 | Brasile (bandiera)              | C     | Marcinho             |
| 11 | Brasile (bandiera)              | A     | Diego                |
| 13 | Russia (bandiera)               | C     | Azamat Zaseev        |
| 17 | Ucraina (bandiera)              | D     | Oleksandr Zinchenko  |
| 19 | Croazia (bandiera)              | C     | Ivan Paurevic        |
| 20 | Russia (bandiera)               | D     | Denis Tumasyan       |
| 31 | Russia (bandiera)               | A     | Dmitriy Sysuev       |
| 33 | Russia (bandiera)               | D     | Aleksandr Sukhov     |
| 34 | Russia (bandiera)               | D     | Aleksandr Katsalapov |
| 39 | Russia (bandiera)               | D     | Dmitri Stotskiy      |

| N. |                        | Ruolo | Calciatore         |
| -- | ---------------------- | ----- | ------------------ |
| 42 | Russia (bandiera)      | P     | Sergey Narubin     |
| 44 | Nigeria (bandiera)     | A     | Sly                |
| 60 | Russia (bandiera)      | C     | Vladimir Zubarev   |
| 70 | Russia (bandiera)      | C     | Nikolay Safronidi  |
| 71 | Russia (bandiera)      | P     | Andrey Lunev       |
| 87 | Russia (bandiera)      | C     | Igor Bezdenezhnykh |
| 88 | Russia (bandiera)      | P     | Giorgi Shelia      |
| 93 | Russia (bandiera)      | A     | Vyacheslav Krotov  |
| -  | Armenia (bandiera)     | P     | David Yurchenko    |
| -  | Russia (bandiera)      | D     | Aleksandr Filin    |
| -  | Bielorussia (bandiera) | D     | Dmitri Verkhovtsov |
| -  | Uzbekistan (bandiera)  | C     | Vagiz Galiulin     |
| -  | Russia (bandiera)      | C     | Maksim Semakin     |
| -  | Ghana (bandiera)       | C     | Emmanuel Frimpong  |
| -  | Russia (bandiera)      | A     | Anton Kilin        |

## Risultati

### Campionato
| Arbitro: | Vladimir Moskalev |

|                              |           |                                       |
| Serdar Tasci 24’ Zé Luís 79’ | Marcatori | 12’ Haris Handzic 67’ Dmitri Stotskiy |

| Arbitro: | Sergey Kulikov |

|                         |           |                              |
| Oleksandr Zinchenko 78’ | Marcatori | 46’ Byung-soo Yoo 87’ Bastos |

| Arbitro: | Aleksey Nikolaev |

|                        |           |         |
| Vladislav Ignatjev 35’ | Marcatori | 51’ Sly |

| Arbitro: | Igor Fedotov |

|  |           |           |
|  | Marcatori | 86’ Danny |

| Arbitro: | Aleksey Eskov |

|  |           |                     |
|  | Marcatori | 82’ Dmitri Stotskiy |

| Arbitro: | Vladimir Moskalev |

|  |           |                                                        |
|  | Marcatori | 6’ Oumar Niasse 35’ Alan Kasaev 80’ Nemanja Pejcinovic |

| Arbitro: | Sergey Kulikov |

|                                                |           |  |
| Aleksey Kozlov 45'+1’ Vitali Djakov 58’ (rig.) | Marcatori |  |

| Arbitro: | Sergey Kostevich |

|  |           |                    |
|  | Marcatori | 11’ Gerson Acevedo |

| Arbitro: | Aleksey Matyunin |

|                                                           |           |                |
| Maurício 10’ (rig.), 36’ Zaur Sadaev 79’ Maciej Rybus 81’ | Marcatori | 69’ (rig.) Sly |

| Arbitro: | Kirill Levnikov |

|                  |           |                             |
| Hugo Almeida 84’ | Marcatori | 70’ (aut.) Andrey Eshchenko |

| Arbitro: | Mikhail Vilkov |

|                 |           |                  |
| Semen Fomin 49’ | Marcatori | 51’ Pavel Mamaev |

| Arbitro: | Vladislav Bezborodov |

|                                                    |           |                  |
| Oleg Kuzmin 20’ Sergey Kislyak 65’ Oleg Kuzmin 78’ | Marcatori | 4’ Marvin Pourié |

| Arbitro: | Aleksey Matyunin |

|                  |           |  |
| Pavel Alikin 79’ | Marcatori |  |

| Arbitro: | Vladimir Moskalev |

|                                               |           |  |
| Sergey Ignashevich 21’ (rig.) Zoran Tosic 62’ | Marcatori |  |

| Arbitro: | Sergey Lapochkin |

|                               |           |                       |
| Sly 47’ Vyacheslav Krotov 88’ | Marcatori | 68’ Aleksandr Salugin |

| Arbitro: | Aleksandr Egorov |

|                         |           |              |
| Dmitri Poloz 29’ (rig.) | Marcatori | 56’ Marcinho |

| Arbitro: | Kirill Levnikov |

|                                         |           |                                           |
| Vyacheslav Krotov 19’ Ivan Paurevic 90’ | Marcatori | 12’ Vladislav Ignatjev 39’ Arsen Khubulov |

| Arbitro: | Igor Fedotov |

|                           |           |                         |
| Ezequiel Garay 86’ (rig.) | Marcatori | 36’ Oleksandr Zinchenko |

| Arbitro: | Sergej Ivanov |

|                        |           |                        |
| Aleksey Nikitin 90'+3’ | Marcatori | 64’ (rig.) Marko Lomic |

| Arbitro: | Kirill Levnikov |

|                                                        |           |  |
| Vladislav Ignatjev 56’ (rig.) Aleksandr Samedov 90'+2’ | Marcatori |  |

| Arbitro: | Mikhail Vilkov |

|  |           |                   |
|  | Marcatori | 29’ Fatos Beqiraj |

| Arbitro: | Sergey Karasev |

|                     |           |  |
| Spartak Gogniev 24’ | Marcatori |  |

| Arbitro: | Vladislav Bezborodov |

|                       |           |  |
| Nikolay Safronidi 36’ | Marcatori |  |

| Arbitro: | Sergej Ivanov |

|                                           |           |  |
| Denis Tumasyan 4’ Vladimir Zubarev 90'+3’ | Marcatori |  |

| Arbitro: | Sergey Lapochkin |

|                                                                |           |  |
| Wanderson 35’ Fedor Smolov 38’ Sergey Petrov 70’ Wanderson 90’ | Marcatori |  |

| Arbitro: | Sergey Karasev |

|                    |           |                    |
| Dmitriy Sysuev 21’ | Marcatori | 43’ Magomed Ozdoev |

| Arbitro: | Vladislav Bezborodov |

|                   |           |  |
| Pavel Yakovlev 7’ | Marcatori |  |

| Arbitro: | Mikhail Vilkov |

|                    |           |                                                      |
| Dmitriy Sysuev 18’ | Marcatori | 14’ Alan Dzagoev 61’ Pontus Wernbloom 71’ Ahmed Musa |

| Arbitro: | Aleksey Eskov |

|                      |           |  |
| Georgiy Dzhikiya 83’ | Marcatori |  |

| Arbitro: | Vitali Meshkov |

|                                      |           |                      |
| Ivan Paurevic 1’, 68’ Sly 13’ (rig.) | Marcatori | 9’ Lorenzo Melgarejo |

### Kubok Rossii
| Arbitro: | Andrey Fisenko |

|  |           |                                                                                         |
|  | Marcatori | 18’ Aleksandr Katsalapov 24’ Vyacheslav Krotov 74’ Vyacheslav Krotov 90'+2’ Semen Fomin |

| Arbitro: | Vladimir Seldyakov |

|                   |           |  |
| Marvin Pourié 64’ | Marcatori |  |

| Arbitro: | Sergey Lapochkin |

|  |           |                                   |
|  | Marcatori | 57’ Roman Shirokov 75’ Ahmed Musa |